# Caecilia gracilis
Caecilia gracilis är en groddjursart som beskrevs av Shaw 1802. Caecilia gracilis ingår i släktet Caecilia och familjen Caeciliidae. IUCN kategoriserar arten globalt som livskraftig. Inga underarter finns listade.